# Mikael Hestdahl
Mikael Hestdahl (ur. 13 listopada 1890 w Alversund, zm. 13 października 1918 w Argonnach) – norweski zapaśnik walczący w stylu klasycznym. Olimpijczyk ze Sztokholmu 1912, gdzie odpadł w trzeciej rundzie w wadze piórkowej do 60 kg.
Zginął podczas I wojny światowej.

## Letnie Igrzyska Olimpijskie 1912
| Konkurencja                   | Runda grupowa         | Runda grupowa      | Runda grupowa             | Klas. końcowa |
| Konkurencja                   | Przeciwnik I          | Przeciwnik II      | Przeciwnik III            | Miejsce       |
| ----------------------------- | --------------------- | ------------------ | ------------------------- | ------------- |
| styl klasyczny, waga piórkowa | Bruno Åkesson (SWE) W | Erik Öberg (SWE) P | Ville Lehmusvirta (FIN) P | trzecia runda |